# Papamosques cuablanc
El papamosques cuablanc (Leucoptilon concretum; syn: Cyornis concretus) és una espècie d'ocell de la família dels muscicàpids (Muscicapidae) del sud-est asiàtic, monotípica dins del gènere Leucoptilon. Es troba a Brunei, Malàisia, Indonèsia, Laos, Myanmar, Tailàndia, Vietnam, sud-est de la Xina, i est de l'Índia). Habita els boscos tropicals i subtropicals de frondoses humits i de l'estatge montà. El seu estat de conservació és de risc mínim.

## Taxonomia
És l'únic membre del gènere monotípic Leucoptilon. Abans de 2022, estava classificat en el gènere Cyornis, però va ser reclassificat en Leucoptilon pel Congrés Ornitològic Internacional, que prengué per base un estudi filogenètic de 2021.